# Alstroemeria kingii
Alstroemeria kingii Phil., 1873 è una pianta spermatofita, erbacea, perenne e rizomatosa appartenente alla famiglia Alstroemeriaceae, originaria del nord del Cile.